# 5728 Umbertobenvenuti
5728 Umbertobenvenuti este o planetă minoră (asteroid), cu un diametru de 4,505 km, din centura de asteroizi. A fost descoperită pe 20 ianuarie 1988 la Observatorul La Silla de Henri Debehogne. 
Obiectul prezintă o orbită caracterizată de o semiaxă mare de 2,2618728 UAi, o excentricitate de 0,094365, o înclinație de 4,23931 ° în raport cu ecliptica.